# Ferran Laviña
Ferran Laviña de la Villa (Barcellona, 24 marzo 1977) è un ex cestista spagnolo.

## Palmarès
- Copa del Rey: 2

Manresa: 1996
Joventut Badalona: 2008
- Liga catalana: 4

Manresa: 1997, 1999
Joventut Badalona: 2007, 2008
- ULEB Cup: 1

Joventut Badalona: 2007-08